# Arquitetura indo-sarracena

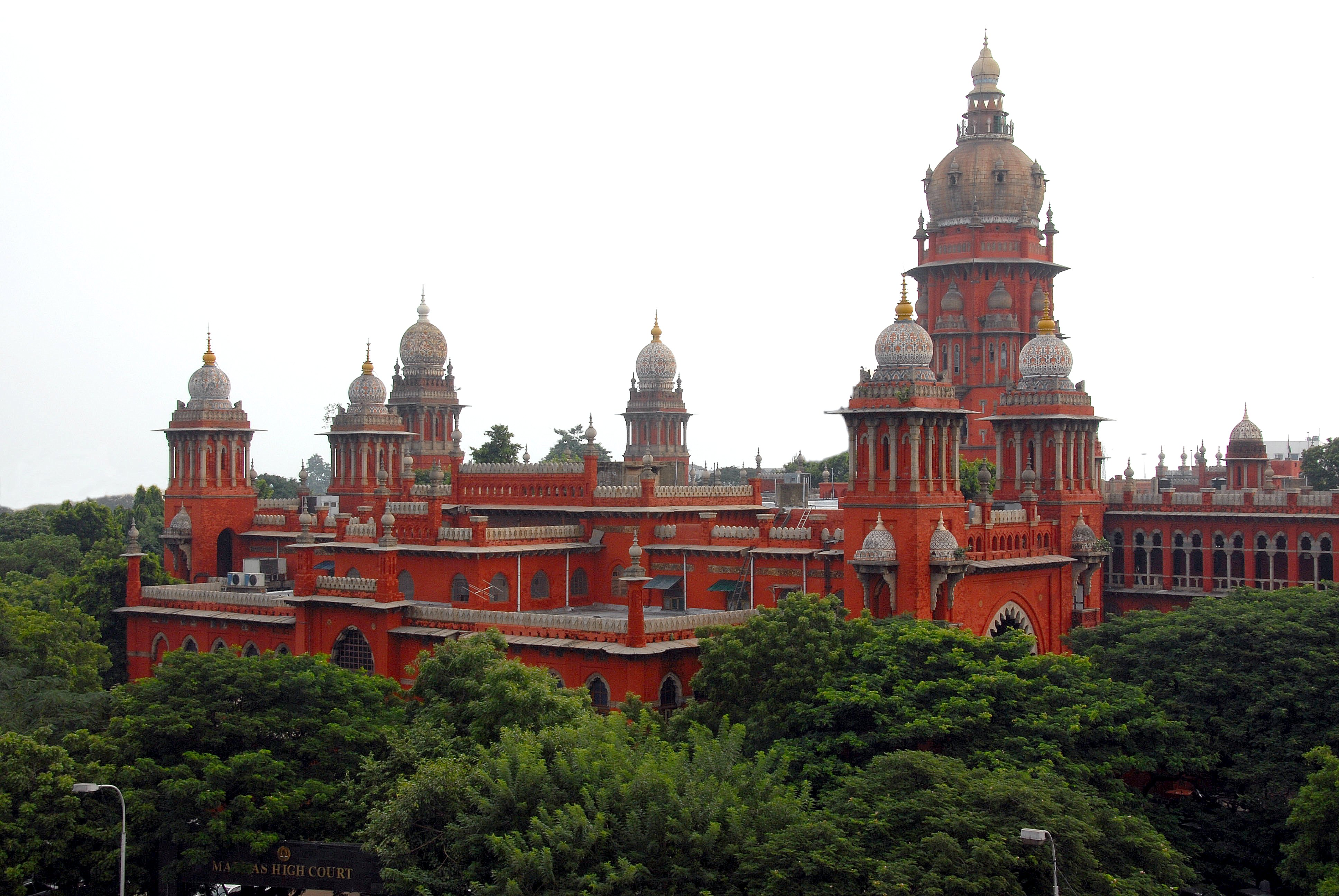
Supremo Tribunal de Madrasta (1892), em Madrasta, é um dos melhores exemplos do estilo indo-sarraceno. Foi desenhado por J. W. Brassington, sob orientação de Henry Irwin, autor de numerosos edifícios indo-sarracenos famosos.

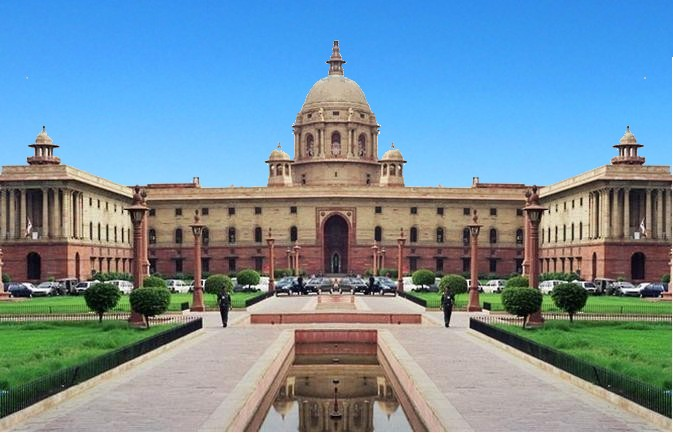
Bloco norte do em Nova Deli, onde funciona uma parte importante do governo indiano; desenhado por Herbert Baker

O estilo revivalista indo-sarraceno (em inglês: Indo-Saracenic Revival), também conhecido como indo-gótico ou hindu-gótico, mogol-gótico, neomogol ou indo-britânico é um estilo arquitetónico que foi protagonizado por arquitetos britânicos do século XIX e início do século XX na Índia britânica. Baseado na arquitetura nativa indo-islâmica e indiana, incorporou elementos dos estilos neogótico (ou gótico revivalista e gótico vitoriano) e neoclássico então em voga no Império Britânico. Apresenta muitas semelhanças com o estilo neoislâmico (ou neomourisco), do qual se distingue sobretudo pelos elementos indiano como os chhatris (pavilhões com domos).
O estilo foi impulsionado no Ocidente com a publicação  c. 1795 de várias vistas da Índia da autoria dos pintores e ilustradores William Hodges (1744–1797), de William Daniell (1769–1837) e do seu tio Thomas Daniell (1749–1840). O termo sarraceno é, na maior parte dos contextos, uma designação sinónima de muçulmano ou árabe. É usual apontar o Palácio de Chepauk, situado no atual bairro homónimo de Madrasta (Chennai), como sendo o primeiro edifício indo-sarraceno. Aquela cidade possui muitos edifícios desse estilo, como o Victoria Public Hall, o Supremo Tribunal de Madrasta, a Casa do Senado da Universidade de Madrasta ou a Estação Central de Madrasta, que na sua maior parte estão classificados como património nacional pelo Serviço Arqueológico da Índia.

## História
A Índia sempre foi um cadinho de fusão de civilizações e arquiteturas. A arquitetura mogol, criada pelo imperador mogol Akbar (r. 1556–1605) era uma fusão do estilo persa, importado, e o estilo hindu local. O estilo mogol foi desenvolvido também pelo seu neto Xá Jahan (r. 1628–1658) e deu origem a algumas obras primas da arquitetura, como o Túmulo de Humaium (em Deli), o Taj Mahal (em Agra), o Forte de Agra, o Forte de Lahore, a cidade imperial de Fatehpur Sikri ou o Túmulo de Akbar (em Agra). Este estilo regrediu com imperador Aurangzeb (r. 1658–1707), que procurou voltar ás fontes islâmicas e a um estilo mais despojado. O estilo mogol foi adotado nos reinos do Rajastão, notoriamente para impressionar os estados vizinhos e o império em declínio. Exemplos disso são, por exemplo, os palácios-fortaleza de Amber (nas imediações de Jaipur) e o Jahangir Mahal (em Orchha, Madia Pradexe)
Na primeira metade do século XIX, o Reino Unido reinava na Índia, em grande parte através de um imperador mogol muito enfraquecido. Após a Revolta dos Sipaios (1857), na qual foram mortos muitos civis britânicos, o Reino Unido mandou para o exílio o último monarca mogol, Bahadur II, que se tinha aliado aos motins. Os britânicos destruíram alguns edifícios mogóis e converteram parte deles para o seu uso — por exemplo, no Forte de Agra, o Diwan-i-Khas (sala de audiências privadas) foi transformado numa messe de oficiais e o Diwan-e-Am foi convertido num arsenal.
Com o intuito de marcar a sua influência na Índia, o Reino Unido quis criar um novo estilo que fosse fusão entre o estilo mogol local e o estilo neogótico vitoriano, ao mesmo tempo que desenvolvia o país construindo uma extensa rede ferroviária, escolas e tribunais. Esse novo estilo foi também exportado para a Malásia, sendo usado, por exemplo na sede do município de Kuala Lumpur, terminada em 1897, bem como em grandes mesquitas. Na metrópole também há exemplos desse estilo, como o Pavilhão Real de Brighton. Na Índia, o estilo indo-sarraceno foi usado até em construções relativamente modestas, como estações ferroviárias, embora usando decorações menos ricas.
O estilo caracteriza-se por construções de dimensões imponentes graças aos progressos técnicos desenvolvidos pelos britânicos, que passavam pela utilização de ferro, aço e betão. Estas construções eram por sua vez o suporte de detalhes e decorações típicas dos estilos locais, popularizados devido à moda do orientalismo e exotismo, como tetos ou cúpulas em forma de bolbo de cebola, beirais, arcos lobados, tetos em abóbada, chhatris (pavilhões com domos), pináculos, torres ou minaretes, mashrabiyas (janelas com placas reticuladas), etc.

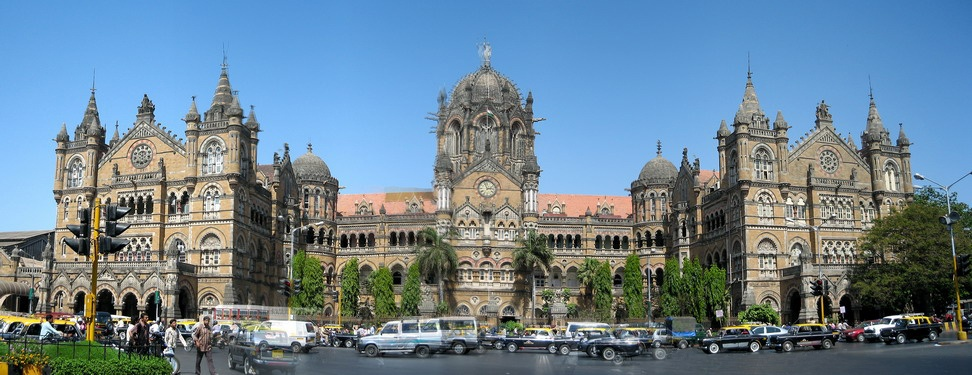
Estação Chhatrapati Shivaji (Terminal Vitória; 1887) em Bombaim, da autoria de Frederick William Stevens, classificada como Património Mundial pela UNESCO
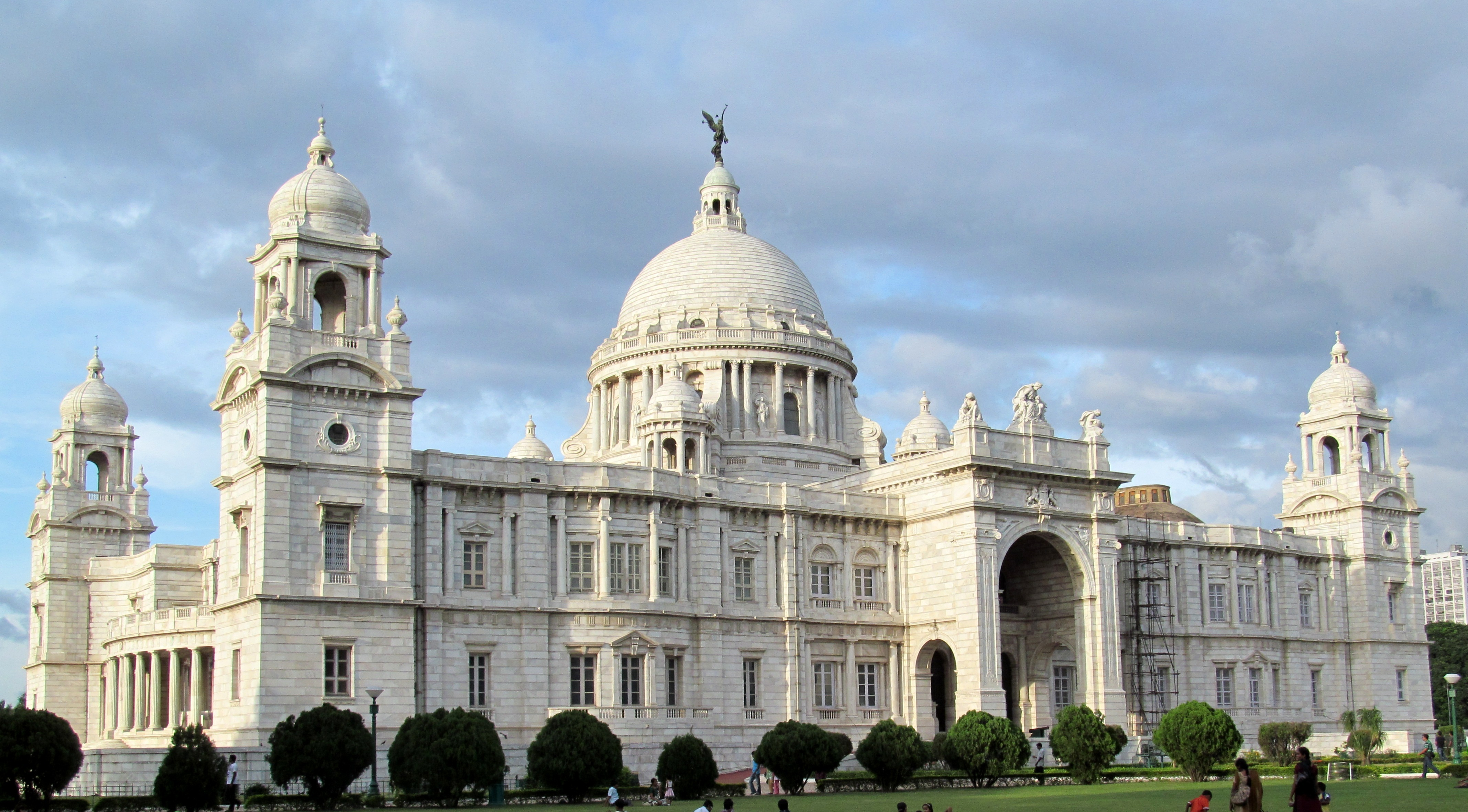
Victoria Memorial (1906–1921) em Calcutá
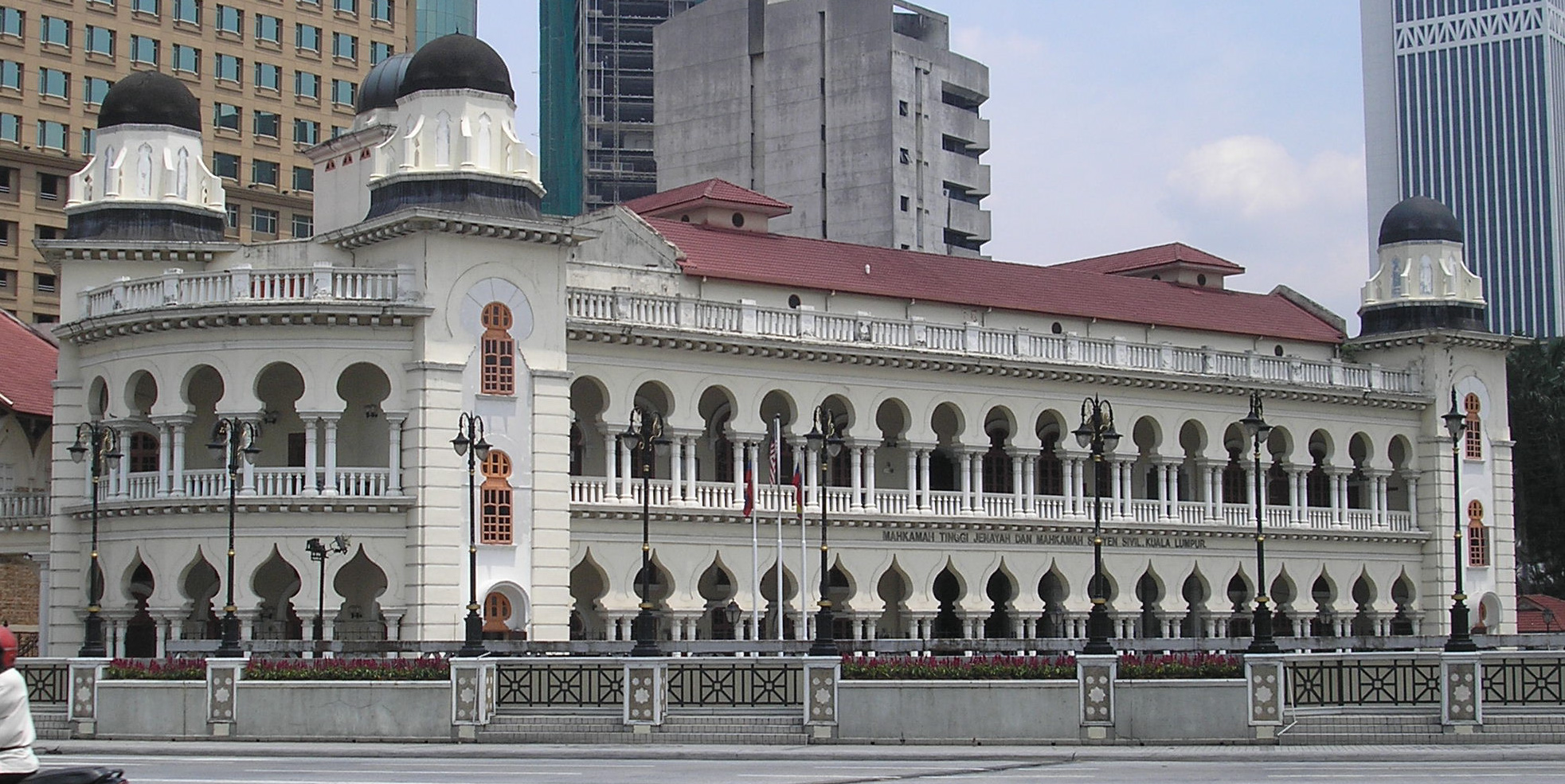
Antigo edifício do Supremo Tribunal em Kuala Lumpur